# إستراتيجوس
الإستراتيجوس أو الإسترتيغوس (باليونانية: Στρατηγός)‏ (باللاتينية: Strategus). باليونانية تعني «قائد الجيش» والجنرال والحاكم العسكري. وفي الجيش الحديث هو أعلى رتبة من رتب الضباط.